# Podkowiec mały
Podkowiec mały (Rhinolophus hipposideros) – gatunek ssaka latającego z rodziny podkowcowatych (Rhinolophidae).

## Taksonomia
Gatunek po raz pierwszy zgodnie z zasadami nazewnictwa binominalnego nazwał w 1797 roku niemiecki przyrodnik Christian Karl André, nadając mu nazwę Noctilio Hipposideros. Miejsce typowe to Turyngia i Hesja, Niemcy.
Rhinolophus hipposideros jest jedynym przedstawicielem grupy gatunkowej hipposideros. Filogenetyczne powiązania R. hipposideros są nadal niepewne, dlatego potrzebna jest rewizja taksonomiczna poparta danymi morfologicznymi, genetycznymi i kariologicznymi z całego jego rozległego zasięgu występowania, aby wyjaśnić rozmieszczenie podgatunków, które nie odzwierciedlają znanych podziałów kariotypowych i genetycznych. Autorzy Illustrated Checklist of the Mammals of the World rozpoznają sześć podgatunków. Podstawowe dane taksonomiczne podgatunków (oprócz nominatywnego) przedstawia poniższa tabelka:
| Podgatunek      | Oryginalna nazwa                   | Autor i rok opisu | Miejsce typowe                        |
| --------------- | ---------------------------------- | ----------------- | ------------------------------------- |
| R. h. escalerae | Rhinolophus hipposideros escalerae | K. Andersen, 1918 | Ha-ha, As-Suwajra, Moroko             |
| R. h. majori    | Rhinolophus hipposideros majori    | K. Andersen, 1918 | Patrimonio, północna Korsyka, Francja |
| R. h. midas     | Rhinolophus midas                  | K. Andersen, 1905 | Dżask, Iran                           |
| R. h. minimus   | Rhinolophus minimus                | Heuglin, 1861     | Keren, Anseba, Erytrea                |
| R. h. minutus   | Vespertilio minutus                | Montagu, 1808     | Wiltshire, Anglia, Wielka Brytania    |

### Etymologia
- Rhinolophus: gr. ῥις rhis, ῥινος rhinos „nos”; λοφος lophos „grzebień”[40].
- hipposideros: gr. ἱππος hippos „koń”[41]; σιδηρος sidēros „żelazo, stal”[42].
- escalerae: Manuel Martínez de la Escalera (1867–1949), hiszpański entomolog[28].
- majori: dr Charles Immanuel Forsyth Major (1843–1923), szwajcarski zoolog i paleontolog[29][43][44].
- midas: w mitologii greckiej Midas (gr. Μιδας Midas) to król Frygii, obdarzony przez Dionizosa łaską, że wszystko, czego dotknął, zamieniało się w złoto[45][46].
- minimus: łac. minimus „mniejszy”, forma wyższa od parvus „mały”[47].
- minutus: łac. minutus „mały”, od minuere „zrobić mniejsze”[48].

## Zasięg występowania
Podkowiec mały występuje w Eurazji (Europa i południowo-zachodnia oraz środkowa Azja) i północnej Afryce zamieszkując w zależności od podgatunku:
- R. hipposideros hipposideros – kontynentalna Europa na wschód do południowej Ukrainy i Rumunii.
- R. hipposideros escalerae – północne Maroko, północna Algieria i północna Tunezja.
- R. hipposideros majori – Korsyka.
- R. hipposideros midas – południowo-zachodnia Rosja, Gruzja, Azerbejdżan, Armenia, północny Irak, północny, zachodni i południowy Iran (w tym wyspa Keszm), południowo-zachodni Turkmenistan, południowo-środkowy Kazachstan, wschodni Uzbekistan, zachodni Kirgistan, Tadżykistan, północny i wschodni Afganistan, północno-wschodni Pakistan i północno-zachodnie Indie (Kaszmir).
- R. hipposideros minimus – śródziemnomorska Europa od Półwyspu Iberyjskiego na wschód do Grecji, Turcji, północnej i zachodniej Syrii, Libanu, Izraela, Palestyny, zachodniej Jordanii, północno-wschodniego Egiptu (Synaj) i zachodniej Arabii Saudyjskiej, z pojedynczymi zapisami we wschodniej Afryce – południowo-zachodnim Sudanie, środkowej Erytrei, Dżibuti i środkowej Etiopii; występuje także na wielu wyspach Morza Śródziemnego, w tym Baleary, Sardynia, Sycylia, Pantelleria, Malta, Wyspy Jońskie (Korfu i Kefalinia), Wyspy Egejskie (Tasos, Eubea, Skiros, Lesbos, Chios, Kos i Rodos), Kreta i Cypr.
- R. hipposideros minutus – zachodnia Irlandia i południowo-zachodnia Wielka Brytania.

## Morfologia
Długość ciała (bez ogona) 35,5–48 mm, długość ogona 21–32 mm, długość ucha 12–19 mm, długość tylnej stopy 6,7–9 mm, długość przedramienia 35–42,5 mm; masa ciała 4,7–9 g. Barwa sierści futerka szarobrązowa na grzbiecie, szara lub szarobiała na brzuchu. Uszy spiczaste i szerokie, skrzydła szerokie i zaokrąglone na końcach, ogon dość krótki, nie wystający poza błonę ogonową. Błony skrzydłowe bardzo ciemne, uszy i pyszczek jaśniejsze. Błona skrzydłowa przyczepiona pomiędzy piętą a nasadą palców. Ostroga sięga do połowy odległości między piętą a ogonem. Dookoła nozdrzy narośl skórna w kształcie podkowy służąca do skupiania wiązki sygnałów echolokacyjnych. W czasie spoczynku wisząc głową w dół nie składa skrzydeł wzdłuż ciała, jak większość innych gatunków, lecz w charakterystyczny sposób otula się szczelnie błonami lotnymi, przypominając kokon owada.

### Cechy
Jak większość nietoperzy posiada charakterystyczne dla swojego rzędu cechy:
- zdolność do echolokacji – nietoperz wydając dźwięki o dużej częstotliwości lokalizuje pożywienie i przeszkody terenowe
- zdolność do zrównania ciepłoty ciała z temperaturą otoczenia, spowalnianie akcji serca i oddechu, co ogranicza do minimum straty energii w czasie spoczynku dziennego, jak i w trakcie snu zimowego (heterotermii)
- podczas snu zwisa głową w dół zaczepiony palcami stóp, których człony pazurowe mają właściwość samoczynnego podginania się pod wpływem ciężaru, dzięki temu wiszący nietoperz nie wykonuje żadnej pracy mięśniowej i nie męczy się
- możliwość zwalniania tempa przemiany materii w obniżonej temperaturze pozwalająca przetrzymywać niekorzystne warunki do żerowania.

## Ekologia

### Biotop
Latem zamieszkuje kryjówki bezwietrzne, słabo oświetlone i bardzo ciepłe (o temperaturze nierzadko okresowo przekraczającej 30 °C). W Polsce jeszcze w latach pięćdziesiątych kryjówkami takimi były jaskinie, schroniska i szczeliny skalne, ewentualnie również podziemia sztuczne, np. piwnice. Obecnie niemal wszystkie kryjówki letnie tego gatunku na terenie Polski znajdują się na strychach budynków o swobodnym wlocie (gatunek ten, w przeciwieństwie do innych krajowych nietoperzy nie potrafi przeciskać się przez szczeliny), zaś podziemia są wykorzystywane jedynie sporadycznie. Na sen zimowy przenosi się do miejsc, które oferują mu stabilny mikroklimat: dużą wilgotność i temperaturę powietrza 6–9 °C, wyższą niż preferowaną przez pozostałe, krajowe gatunki nietoperzy. Kryjówkami zimowymi podkowca małego są zwykle jaskinie, piwnice, opuszczone kopalnie, niekiedy również (np. w Krakowie czy Nysie) fortyfikacje. Występująca w tych miejscach duża wilgotność chroni nietoperze przed wyschnięciem, a stabilna temperatura sprzyja hibernacji. W przeciwieństwie do innych gatunków nietoperzy z reguły podczas hibernacji poszczególne osobniki nie tworzą skupień – nie stykają się ze sobą.

### Tryb życia
Należy do gatunków osiadłych. Kryjówki letnie znajdują się zwykle w odległości do 30 km od kryjówek zimowych, chociaż znane są przeloty na odległość powyżej 100 km. Podkowiec mały jest gatunkiem ciepłolubnym, stąd zwykle przebywa w miejscach dobrze izolowanych termicznie.

### Pożywienie
Jak większość nietoperzy żywi się owadami latającymi nocą. Są to głównie muchówki, motyle nocne, siatkoskrzydłe oraz owady odbywające rójkę nad wodą, które łowi w locie pyszczkiem lub końcem skrzydła. Potrafi także zbierać pająki ze skał lub kory drzew, jak również inne nielotne bezkręgowce, np. pareczniki. Poluje nocą wśród zarośli i nad zbiornikami wodnymi, na polowania wylatuje późnym wieczorem. Lata wolno, ale zwinnie, najczęściej nisko nad ziemią. Podczas lotów posługuje się echolokacją, przy czym ultradźwięki (o częstotliwości około 110 kHz – najwyższej wśród krajowych nietoperzy) produkowane są przez krtań i emitowane przez nos. Jego system echolokacyjny wykrywa ruch skrzydeł owadów, dlatego owad będący w spoczynku jest dla niego „niewidoczny”.

### Długość życia
Średni wiek życia w warunkach naturalnych wynosi 3–4 lat. Najdłuższy zaobserwowany wiek podkowca małego to 29 lat i 5 miesięcy.

### Rozród
Poród i rozwój młodych jest ściśle związany z okresem największej dostępności pożywienia. Samica rodzi na początku lata jedno małe. Kopulacja i zaplemnienie następuje jesienią, często podczas hibernacji samicy. Sperma pozostaje w drogach rodnych macicy do wiosny i dopiero wtedy występuje owulacja i zapłodnienie. Samice tworzą wiosną kolonie rozrodcze liczące do kilkuset osobników. Samce w okresie tym żyją pojedynczo. Ciąża trwa 7–8 tygodni. Młode po urodzeniu są małe, bezradne, nieowłosione. Oczy mają zamknięte, posiadają silne pazury i haczykowate zęby mleczne, którymi czepiają się matki. Żywią się mlekiem matki. Młode nietoperze zdolność do samodzielnego życia osiągają już po upływie 6–7 tygodni. Podkowiec mały dojrzałość seksualną osiąga pod koniec pierwszego lub na początku drugiego roku życia.

### Wrogowie
Sowy, człowiek

## Status i ochrona
W Czerwonej księdze gatunków zagrożonych Międzynarodowej Unii Ochrony Przyrody i Jej Zasobów został zaliczony do kategorii LC (ang. Least Concern „najmniejszej troski”). W Polsce gatunek objęty ochroną ścisłą. Umieszczony w Polskiej czerwonej księdze zwierząt jako zagrożony wymarciem (kategoria EN).